# Рязанский переулок (Санкт-Петербург)

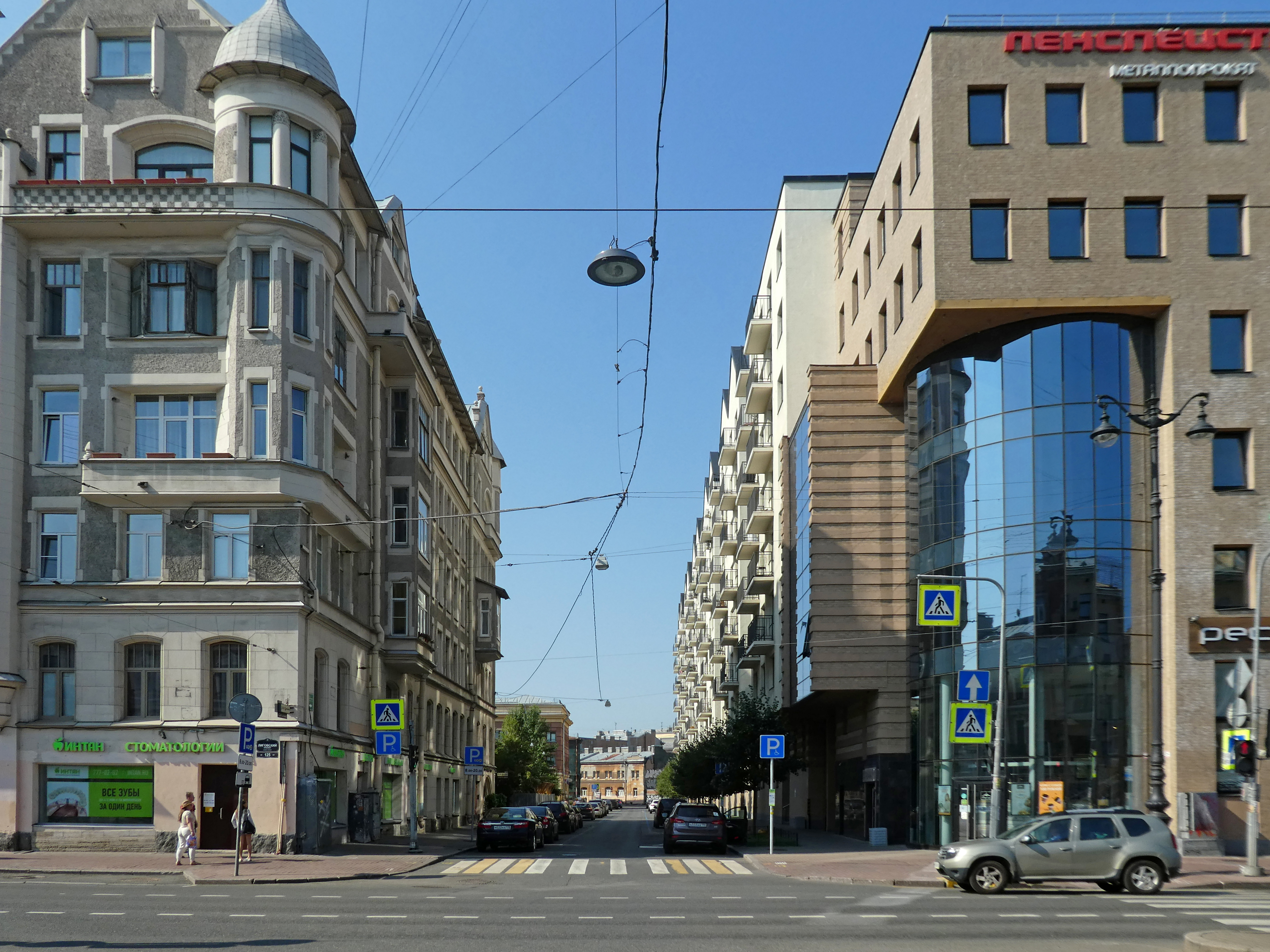
Вид от Лиговского проспекта

Ряза́нский переу́лок — переулок в Центральном районе Санкт-Петербурга. Проходит от Лиговского проспекта до Воронежской улицы.

## История
Первоначально — Безымянный переулок (с 1849 года).

Современное название дано 7 марта 1858 года по городу Рязани в ряду улиц Каретной части, названных по городам Центральной России.

С 1860 по 1885 год — Андрин переулок.

На плане 1868 года обозначен как Андреевский переулок.

## Достопримечательности
- Дом № 125 по Лиговскому проспекту (угол Рязанского переулка) — доходный дом Э. Л. Петерсона, построен в 1906 году по проекту архитектора А. Л. Лишневского в стиле модерн[2]  ОКН № 7830792000№ 7830792000